# Morana Chasma
Morana Chasma is een kloof op de planeet Venus. Morana Chasma werd in 1985 genoemd naar Morana, godin van de winter en de dood, maar ook van de wedergeboorte, in de Slavische mythologie.
De kloof heeft een lengte van 317 kilometer en bevindt zich in het quadrangle Fortuna Tessera (V-2).